# Liste der Baudenkmäler in Wickede (Ruhr)
Die Liste der Baudenkmäler in Wickede (Ruhr) enthält die denkmalgeschützten Bauwerke auf dem Gebiet der Gemeinde Wickede im Kreis Soest in Nordrhein-Westfalen (Stand: Juli 2021). Diese Baudenkmäler sind in der Denkmalliste der Gemeinde Wickede eingetragen; Grundlage für die Aufnahme ist das Denkmalschutzgesetz Nordrhein-Westfalen (DSchG NRW).

| Bild                                           | Bezeichnung                                    | Lage                                                      | Beschreibung                   | Bauzeit               | Eingetragen seit | Denkmal- nummer |
| ---------------------------------------------- | ---------------------------------------------- | --------------------------------------------------------- | ------------------------------ | --------------------- | ---------------- | --------------- |
| Hofstelle Nadermann                            | Hofstelle Nadermann                            | Wimbern Wiesenstraße 17 Karte                             | Fachwerkhaus                   | 1785                  | 08.07.1986       | 1               |
| Läutehäuschen gegenüber der St. Josefs Kapelle | Läutehäuschen gegenüber der St. Josefs Kapelle | Wickede Auf der Bredde Karte                              | Läutehäuschen                  | 1835                  | 10.07.1986       | 2               |
| weitere Bilder                                 | Gut Schafhausen                                | Schlückingen Schafhauser Weg 24 Karte                     | Gutsanlage                     |                       | 06.08.1986       | 3               |
| Wohnhaus Schröder                              | Wohnhaus Schröder                              | Wimbern Arnsberger Straße 2 Karte                         | Fachwerkhaus                   | 1833                  | 21.10.1986       | 4               |
| weitere Bilder                                 | Schlünderhof „Alte Poststation“                | Wimbern Arnsberger Straße 1 Karte                         | Fachwerkhaus                   |                       | 22.12.1986       | 5               |
| „Weiße Villa“                                  | „Weiße Villa“                                  | Wickede Hauptstraße 4 Karte                               | Bürogebäude                    |                       | 12.05.1987       | 6               |
| weitere Bilder                                 | Gut Echthausen (Westerhaus)                    | Echthausen Ruhrstraße 87 und 89 Karte                     | Gutsanlage                     |                       | 12.05.1987       | 7               |
| Hof Sprinke „Deelentor und Inschriftbalken“    | Hof Sprinke „Deelentor und Inschriftbalken“    | Echthausen Talstraße 11 Karte                             | Toranlage eines Fachwerkhauses | 1. Hälfte des 18. Jh. | 13.02.1989       | 8               |
| Hofstelle Schmidt „Hoffassade und Deelentor“   | Hofstelle Schmidt „Hoffassade und Deelentor“   | Echthausen Höhenweg 16 Karte                              | Fassade eines Fachwerkhauses   | 1840                  | 18.05.1987       | 9               |
| Siedlung Gartenstraße                          | Siedlung Gartenstraße                          | Wickede Gartenstraße, heute: Fröndenberger Straße Karte   | Wohnsiedlung                   |                       | 18.05.1987       | 10              |
| weitere Bilder                                 | Gut Scheda                                     | Wiehagen Scheda 21, 23 Karte                              | Gutsanlage                     |                       | 28.07.1987       | 11              |
| Gut Beringhof                                  | Gut Beringhof                                  | Wimbern Zum Beringhof 3 Karte                             | Gutsanlage                     |                       | 27.11.1987       | 12              |
| Haupthaus der Hofstelle Behme                  | Haupthaus der Hofstelle Behme                  | Wiehagen Wickeder Straße 21 Karte                         | Fachwerkhaus                   | 1802                  | 27.09.1989       | 13              |
| BW                                             | Stauwehranlage in der Ruhr                     | Wickede und Echthausen Hauptstraße gegenüber Gasweg Karte | Walzenwehr                     | 1916–1919             | 16.12.2016       | 14              |